# 茨巫乡
茨巫乡，是中华人民共和国四川省甘孜藏族自治州得荣县下辖的一个乡镇级行政单位。

## 行政区划
茨巫乡下辖以下地区：
卡贡村、杆拉村、子拉村、日拥村、兰九村、吉冲村、亚朗村、绒贡村、曲贡村、郎达村、绒都村和卡色村。